# Totenhemd

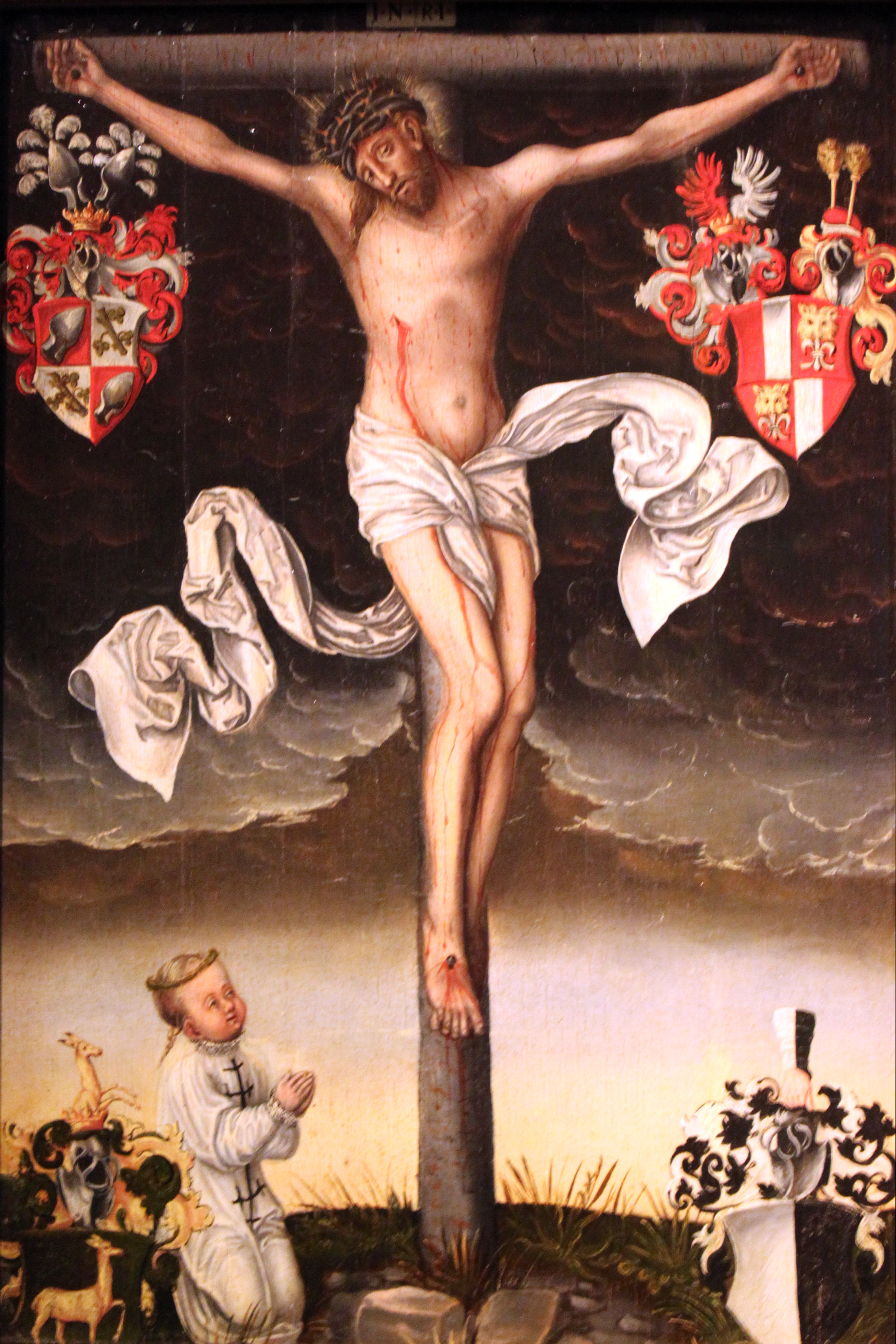
Epitaph, zu Füßen des Kreuzes ein Kind im Totenhemd, Gemälde von Lukas Cranach d. Ä.

Das Totenhemd ist ein weißes, meist verziertes Hemd, mit dem Tote bekleidet werden. Früher war dies eine lange, dem Toten gehörende Tunika. Heute wird der Verstorbene meistens vom Bestatter zur Beerdigung mit eigener Kleidung versehen.
Im schottischen Volksglauben gibt es die Sage der bean-nighe („Waschfrauen an der Furt“). Dies sind, der Sage nach, die Geister von bei der Geburt verstorbenen Müttern, die die Totenhemden ihrer Kinder waschen.